# Cimetière animalier de Liège
Le cimetière animalier de Liège est une des cinq nécropoles d'animaux réservées à l'enterrement des animaux de compagnie en Belgique.

## Situation et description
Le cimetière animalier de Liège est situé rue des Neuf Journaux à l'arrière du cimetière de Sainte-Walburge mais sans aucune communication directe avec ce dernier.
Inauguré en septembre 1993 sur un terrain appartenant à la Ville de Liège et à l'instigation de celle-ci, il est géré par une société anonyme. Chaque concession est réservée à un seul propriétaire d'animaux qui a la possibilité d'y mélanger les espèces et d'y ériger un monument dont certains peuvent prendre l'allure d'un mausolée.
La plupart des animaux enterrés sont des chiens et des chats mais on y trouve également des lapins, des oiseaux, des rats, des cobayes, des furets, une chèvre et un kangourou. Il  est le seul en Belgique et un des rares dans l'Union européenne à accepter les chevaux qui sont, mi 2012,  au nombre d'une vingtaine.
Il possède aussi un espace destiné à la dispersion des cendres, un columbarium, un funérarium et un fourgon aménagé en corbillard.
Parmi les tombes remarquables, on trouve celle des chiens de la brigade canine de la zone de police Liège ainsi qu'une autre comportant une centaine de rats dont chaque nom est repris sur une plaque commémorative et celle du kangourou Kubus.

## Particularités
Les chevaux sont ne sont pas enterrés dans un cercueil mais à une profondeur de quatre mètres sur un lit de paille, recouverts d'un autre lit de paille puis de terre.
Conformément au code wallon de la démocratie locale, un columbarium réservé aux cendres humaines permet aux propriétaires des animaux enterrés de reposer dans l'enceinte du cimetière.

## Définitions
En Belgique, les questions relatives aux cimetières et à leur environnement sont de la compétence des régions.
- En Région wallonne :
  - animaux de compagnie : « animaux tenus par l'homme dans ou autour de sa maison et soignés pour son plaisir » (Arrêté du Gouvernement wallon du 21 octobre 1993 - article 1.7)
  - localisation : uniquement dans une « zone de centre d'enfouissement technique » (Code wallon de l'aménagement du territoire - article 28.2)
  - conservation des cendres humaines : 
    - « les cendres destinées à être inhumées dans un cimetière communal ou intercommunal, traditionnel ou cinéraire ou dans un endroit autre que le cimetière ainsi que celles destinées à être placées dans une cellule de columbarium ou conservées dans un endroit autre que le cimetière sont déposées avec la pièce réfractaire visée à l'article 26 dans une urne scellée reprenant les inscriptions prévues à l'article 30 » (Code wallon de la démocratie locale et de la décentralisation - Livre II, titre III, article 33, § 1er)
    - « si, postérieurement à l'inhumation de l'urne contenant les cendres du défunt ou son placement dans un columbarium dans le cimetière, il est retrouvé un écrit, répondant au prescrit de l'article 36, alinéa 1er du présent arrêté, dans lequel le défunt exprime le souhait que ses cendres reçoivent une autre destination, ce souhait doit être respecté et, le cas échéant, l'autorisation préalable du propriétaire du terrain visé à l'article L1232-26, §2, alinéa 2, est requise. » (Code wallon de la démocratie locale et de la décentralisation - Livre II, titre III, article 36)
    - « la dispersion ou l'inhumation des cendres du défunt sur ou dans un terrain qui n'est pas sa propriété ne donne en aucun cas lieu au paiement d'une quelconque indemnité au propriétaire du terrain » (Code wallon de la démocratie locale et de la décentralisation - Livre II, titre III, article 40)

## Autres cimetières animaliers
- Région flamande : Gand
- Région wallonne : Charleroi, Harzé et Rosières